# 欧洲防务共同体

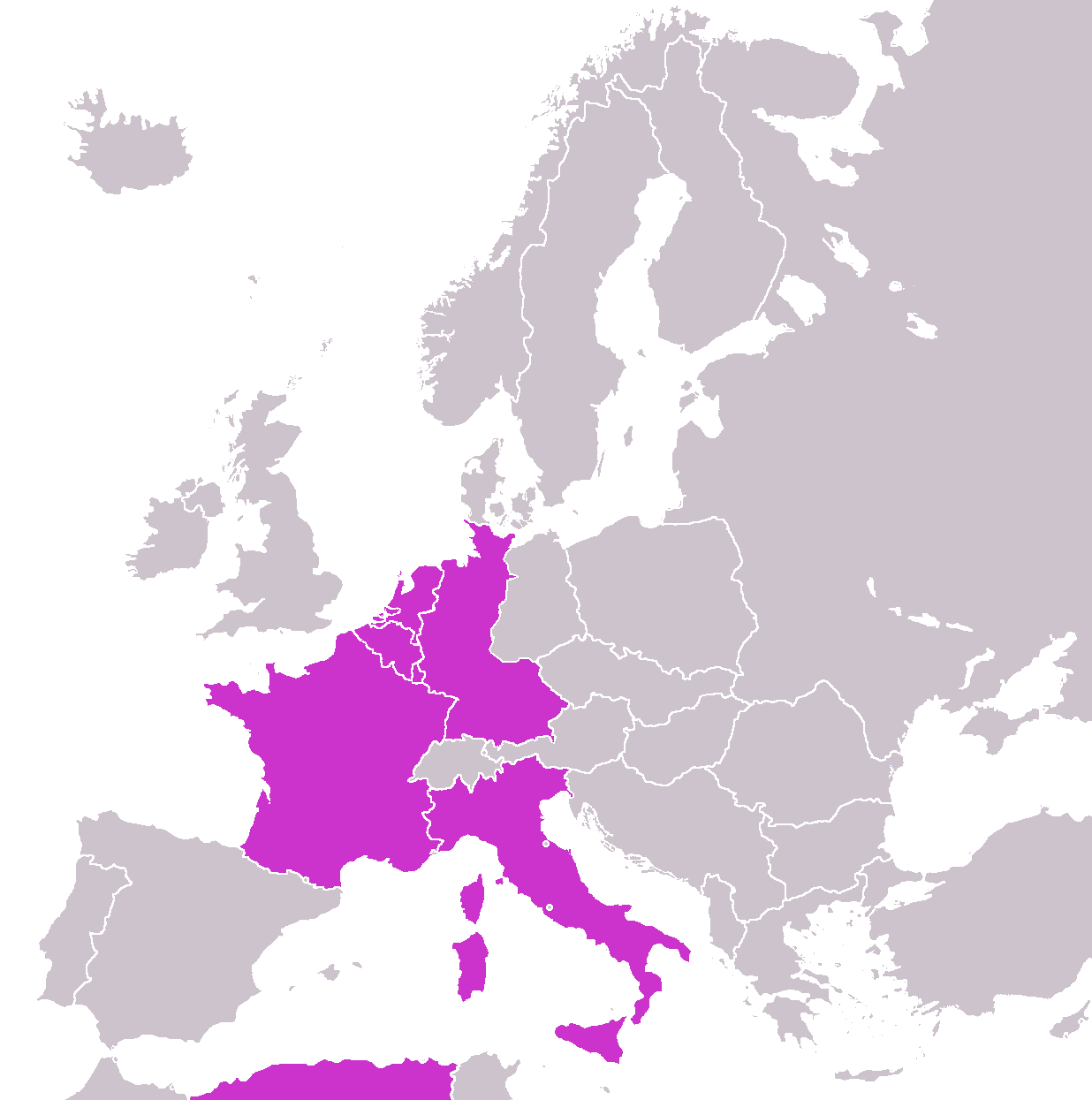
根据普列文计划，可能组成欧洲防务共同体的国家

欧洲防务共同体（European Defence Community），也以巴黎條約（Treaty of Paris）而聞名。它从普列文计划提出，1950年通过法国总理勒内·普利文，响应美国呼吁西德的重新武装。目的是组成一个泛欧洲防卫组织作为西德提出加入北约的替代，提供军事潜力應對与東方集团冲突。 EDC是包括西德、法国、意大利和 比荷卢经济联盟 。 正如舒曼计划的目的是要避免德国具有经济实力再次作战争的风险，普列文规划和欧洲防务共同体是防止德国发动战争的可能性。条约签署於1952年5月27日，但该计划从未开始生效。相反，西德被接纳加入了北约。

## 歷史背景
在40年代后期，冷战造成的分裂越来越明显。美国怀疑苏联日益强大的力量，欧洲国家感到受威胁，担心被苏联占领。在这种不信任和怀疑的气氛下，美国认为西德重新武装是加强欧洲和整个西方集团安全的可能解决方案。 1950年9月，迪安·艾奇逊向欧洲各国提出了新的计划。美国的计划旨在加强北约的防务体系，建立12个西德师。但是，在二战期间德国造成的破坏之后，欧洲国家，特别是法国，还没有准备好德国军队重新武装。他们在两个超级大国当中独立，认为这是一种加强一体化进程的可能性，试图消除新的两极秩序带来的军事影响力损失。 1950年10月24日，法国总理勒内·普列文提出了一个以他命名的新计划，旨在建立一支跨国的欧洲军队。通过这个项目，法国试图满足美国的要求，同时又避免了德国军队扩大和重新武装。

## 组织

防務架構

尽管有些怀疑和犹豫，美国和欧洲经济共同体六个成员国批准了普列文计划。1951年2月的巴黎会议谈判了跨国军队的结构。在一些妥协和分歧之中，1952年5月27日，六国外长签署了巴黎“建立欧洲防务共同体条约”（EDC）。  EDC将建立一个泛欧军队，由国家组成不同部分。在这个军队，法国，意大利，比利时，荷兰和卢森堡的组成部分将向其国家政府报告，而西德组成部分则向欧洲防务共同体报告。这是因为担心德国军国主义的回归，所以希望西德政府不能控制德军。但是，在遭到拒绝的情况下，西德政府同意让西德政府控制自己的军队（在一些条约中没有指出的情况下）。欧洲防务共同体还提供集中军事采购，有共同的预算，武器和机构。

## 失敗
法国议会沒有批准该计划，意味计划失敗了。导致批准失败的原因有两个，涉及国际舞台的重大变化，以及法兰西第四共和国的国内问题。 戴高乐主义者担心欧洲防务共同体威胁法国的国家主权，对法兰西共和国不可分割的宪法的忧虑，以及担心西德的重新武装。法国共产党人反对将法国与资本主义的美国捆绑在一起反对共产主义阵营。其他立法者則担心英国的缺席。 欧洲防务共同体于1954年8月30日在法国国民议会希望能批准，但以319票对264票否决。这一次，随着斯大林逝世和朝鲜战争结束，对未来冲突的担忧也随之消失。伴随着这些担忧，1950年原来的普列文計劃和1954年的失败了的计划之间形成了严重的分歧。分歧包括军队在部队而不是营级的一体化，以及使北约最高统帅获得指挥欧洲经济共同体作战的能力。然后，法国总理皮埃尔·孟戴斯 - 弗朗斯试图通过与其他签署国批准附加议定书来安抚条约的批评者。这些措施包括单独整合覆盖力量，换句话说就是在西德部署的部队，以及在预算和其他行政问题上实施更大的民族自治。英国原则上批准了该计划，但只有在跨国元素减少的情况下才同意加入。

## 有类似任务的欧洲组织
在法国国民议会通过失败后，欧盟成员国试图在戴高乐赞助的伏歇计划（1959-1962）中建立对外政策合作关系。 在欧洲政治合作（EPC）（1970）的第三次尝试期间，欧洲外交政策终于建立。 这成为了共同外交与安全政策的前身。
今天欧洲联盟和北约，以及之前的西欧联盟，都实现了为欧洲经济共同体设想的一些职能，但是没有一个能够达到欧洲经济共同体跨国军事控制的程度。

## 拓展阅读
- Fursdon, Edward. The European Defence Community: A History  (1980), the standard history online
- Judt, Tony. . Penguin Press. 2005. ISBN 1-59420-065-3.
- Ruane, Kevin. The Rise and Fall of the European Defence Community: Anglo-American Relations and the Crisis of European Defense, 1950–55 Palgrave, 2000. 252 pp.